# Paltas (kanton)
Paltas – kanton w prowincji Loja, w Ekwadorze. Stolicą kantonu jest Catacocha.